# Jack Buckner
Jack Buckner, född den 22 september 1961, är en brittisk före detta friidrottare som tävlade i medeldistanslöpning under 1980-talet.
Buckner främsta merit är bronsmedaljen på 5 000 meter från VM 1987 i Rom där han slutade bakom Saïd Aouita och Domingos Castro. En bättre placering blev det vid EM 1986 i Stuttgart där han vann 5 000 metersloppet på det nya mästerskapsrekordet 13.10,15.

## Personliga rekord
- 5 000 meter - 13.10,15 från 1986